# Севен-Майл (Аризона)
Севен-Майл (англ. Seven Mile) — переписна місцевість (CDP) в США, в окрузі Навахо штату Аризона. Населення — 742 особи (2020).

## Географія
Севен-Майл розташований за координатами 33°47′17″ пн. ш. 109°57′31″ зх. д. / 33.78806° пн. ш. 109.95861° зх. д. (33.788181, -109.958554).  За даними Бюро перепису населення США в 2010 році переписна місцевість мала площу 5,89 км², з яких 5,86 км² — суходіл та 0,02 км² — водойми.

## Демографія
Згідно з переписом 2010 року, у переписній місцевості мешкало 707 осіб у 166 домогосподарствах у складі 147 родин. Густота населення становила 120 осіб/км².  Було 176 помешкань (30/км²).
Расовий склад населення:
| - 98,7 % — корінних американців - 0,1 % — білих - 0,1 % — чорних або афроамериканців |

До двох чи більше рас належало 0,8 %. Частка іспаномовних становила 1,8 % від усіх жителів.
За віковим діапазоном населення розподілялося таким чином: 36,4 % — особи молодші 18 років, 58,9 % — особи у віці 18—64 років, 4,7 % — особи у віці 65 років та старші. Медіана віку мешканця становила 26,1 року. На 100 осіб жіночої статі у переписній місцевості припадало 87,5 чоловіків;  на 100 жінок у віці від 18 років та старших — 91,5 чоловіків також старших 18 років.
Середній дохід на одне домашнє господарство  становив 29 876 доларів США (медіана — 17 344), а середній дохід на одну сім'ю — 32 942 долари (медіана — 26 146). За межею бідності перебувало 54,1 % осіб, у тому числі 70,0 % дітей у віці до 18 років та 37,7 % осіб у віці 65 років та старших.
Цивільне працевлаштоване населення становило 238 осіб. Основні галузі зайнятості: мистецтво, розваги та відпочинок — 29,0 %, освіта, охорона здоров'я та соціальна допомога — 22,3 %, сільське господарство, лісництво, риболовля — 16,8 %.